# Chocz (Grande-Pologne)
Pour les articles homonymes, voir Chocz.
Chocz est une localité polonaise, siège de la gmina rurale de Chocz, située dans le powiat de Pleszew en voïvodie de Grande-Pologne. Elle se trouve à 11 kilomètres au nord-est de Pleszew et 81 km au sud-est de Poznań, la capitale régionale. 

## Géographie

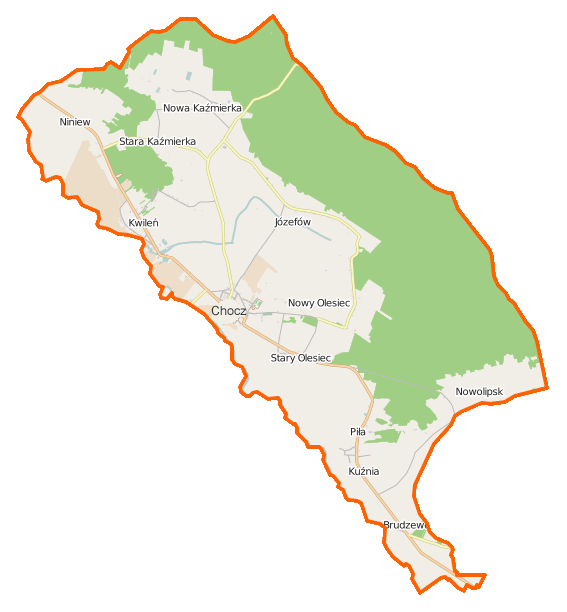
Carte de la gmina de Chocz.

## Histoire

### Seconde Guerre mondiale
Lors de l'occupation allemande de la Pologne, en septembre 1939, Chocz fait partie des territoires annexés au Troisième Reich sous le nom de Reichsgau Wartheland. Le 18 novembre, quarante-quatre juifs du village sont déportés à Kalisz, ville sise 32 km au sud-est, comme d'autres Juifs des environs, en vue d'une déportation ultérieure dans le Gouvernement général de Pologne, plus à l'est. La plupart sont affectés à des travaux forcés à Koźminek début 1940.
À Chocz, où demeurent trente-neuf Juifs, un ghetto d'une seule maison est créé en mars 1939. Il est administré par la gendarmerie locale et la population juive y est soumise aux travaux forcés,. Le ghetto est fermé deux ans plus tard, en mars 1941, et ses détenus déportés au ghetto de Koźminek, où ils rejoignent leurs pairs originaires de Chocz,. La plupart des Juifs du ghetto de Koźminek sont tués par les nazis au centre d'extermination de Chełmno.

## Démographie
En 1921, le village compte plus de 1 700 habitants, parmi lesquels 99 Juifs.